# 郵政解散
邮政解散（日语：／ Yuusei Kaisan）是为2005年8月8日的日本众议院解散的俗称。

## 概要
2005年8月8日、于参议院本会上，日本邮政民营化相关法案被否决。
在本次国会会期中明确表示若邮政法案被否决，将会解散众议院进行大选的小泉纯一郎内阁总理大臣于当天下午两点紧急召开了自民党的役员会议。在会议中小泉表明了解散众议院的决定，同时还表示将不承认在众议院为邮政法案投下反对票的所有议员属于自民党，要求拥立赞成邮政民营化的候补。
之后于下午2点30分召开了执政党（自民党和公明党）的党首会谈，小泉首相将「于8月30日公示选举日程，9月11日投票」的安排告知了公明党侧。同日下午3点召开了临时内阁会议。
在临时会议上，島村宜伸农林水产大臣、麻生太郎总务大臣、中川昭一经济产业大臣和村上诚一郎行政改革担当大臣表示反对解散众议院，除岛村农林水产大臣以外最终都被小泉首相说服。
岛村农林水产大臣直至最后都拒绝在有关解散诏书的内阁会议决定文件上署名，并提出了辞呈。小泉首相并未受理辞呈，而是选择上奏明仁天皇，在得到天皇首肯后罢免了岛村大臣，以首相兼任农林水产大臣的形式通过了有关解散诏书的内阁会议决定。
下午7点召开的众议院本会上，在野党提出了对内阁的不信任案，但紧接其后的是基于日本国宪法第七条程序的众议院解散。

## 称呼
前邮政大臣自见庄三郎称本次解散为「自爆解散」,前首相森喜朗称之为「烟花解散」，前自民党干事长加藤纮一称之为「干奶酪解散」，前农林水产大臣岛村宜伸称为「惊人解散」，民主党代表冈田克也称为「刷新日本解散」，公民党代理干事长太田昭宏称为「突发解散」，共产党委员长志位和夫称为「死路解散」，社民党党首福岛瑞穗称为「撒气解散·任性解散」，在总选举后称呼逐渐定为「邮政解散」。

## 解散后的首相演讲
众议院解散当晚，小泉首相在首相官邸召开的记者会上表明了解散众议院的理由和对总选举的志在必得。在演讲之中将自己比作天文学者伽利略，将本次解散命名为邮政·伽利略解散。

## 有关是否滥用解散权的论争
因参议院否决法案而解散众议院，甚至不惜罢免反对解散的内阁成员也要通过解散众议院的内阁会议决定，这在日本的宪政历史上首次出现这种情形，社会上也出现了这种行为是否算是滥用解散权的议论。
一般认为由内阁助言，天皇进行国事行为的众议院解散是由日本国宪法第七条、首相罢免内阁成员是由日本国宪法第六十八条所规定的权限，所以没有任何问题。

## 有关解散是否违宪的起诉
在总选举进行后的2005年9月15日，以「因邮政法案被参议院否决而解散众议院的行为违反宪法」为由，宇都宫市市议会向东京高等裁判所发起了要求确认本次众议院解散无效的诉讼。原告主张「基于宪法59条，为在两院协商会或众议院得到三分之二以上的赞成所举行的法案再讨论完成之前，不得解散众议院」。
但东京高裁以「在法律上，在法案是否通过问题上两院不一致的情形出现时，需要召开两院协商会或在众议院进行法案再讨论并非是强制性的」为由驳回了上诉，之后最高裁判所第三小法庭也于2006年3月28日支持东京高裁的判决，驳回了类似的上诉。

## 解散预想
小泉首相虽然早已明言若邮政法案被否决将会解散众议院进行大选，但众多议员并未将此当真。认为在执政党意见分裂的情况下解散大选只会让民主党坐收渔利，甚至可能导致自民党下野，而小泉的发言只不过是促进党内团结的威胁。因在自民党政权之下，三木武夫、海部俊树等历代首相为了牵制执政党内部都曾摸索过解散，但最终都放弃了的先例存在，政界一般认为会招来党内部分裂的解散是不可能的。且当时社会上也有就算因参议院否决议案而解散了众议院，参议院的构成并没有发生变化，解散是否真的有用的声音。
因以上理由，对邮政民营化法案投下反对票的自民党议员认为解散只不过是口头威胁，并不认为真的会解散。龟井静香公然表示「绝对不可能解散」，集结起了反对派。熊代昭彦认为若邮政法案被否决，内阁既不会总辞职也不会解散议会，而是会在下一届国会提出修正版的法案。
另一方面，小泉相信，若总选举中赞成邮政民营化的执政党议员过半数，参议院的反对派也会转投赞成票。自民党国会对策委员长中川秀直在2004年9月就曾断言「依小泉首相的性格，若民营化法案被否决，他是一定会解散（众议院）」。

## 其它
- 虽然日本国宪法只允许解散众议院，但饭岛首相秘书认为「若能解散参议院的话，小泉首相也会一并解散参议院的吧」。
- 上下院平等时代的英国也发生过类似的解散。1910年自由党的赫伯特·亨利·阿斯奎斯内阁提出的预算案在下院获得通过，却在上院被否决。内阁于是解散下院进行大选，结果自由党获得了第一党的宝座，上院也不得不同意再次被提出的预算案。英国在之后的1911年议会法修改之中认可了下院的优越性，上院在事实上已经无法阻挠在下院获得通过的预算案等获得实施。

## 脚注

## 相关项目
- 众议院解散
- 邮政国会
- 日本邮政民营化
- 第44届日本众议院议员总选举
- 小泉剧场
- 邮政造反组归党问题（日语：郵政造反組復党問題）

## 外部鏈結
- 国会議事録 （页面存档备份，存于）
- 首相官邸ホームページ 平成17年8月8日 小泉内閣総理大臣記者会見 （页面存档备份，存于）
- 小泉内閣メールマガジン第200号 （页面存档备份，存于）